# مسجد بردستان
مسجد جامع بردستون، مربوط به سده اولیه اسلامی بر روی تپه‌ای در کنار شهر بردستان از توابع شهرستان دیر در استان بوشهر واقع شده‌است. این اثر در سال ۱۳۷۷ به شماره ۲۰۶۰ به ثبت ملی رسیده‌است.
این مسجد از یک عمارت مربع مستطیل با یک مدخل کوچک و شبستان وسیع تشکیل شده‌است. شبستان برای روشنایی و هواگیری، فضاهای درگاه مانندی دارد که از داخل و خارج با گچ بری‌های زیبایی تزیین شده‌اند. بر فراز شبستان، بادگیری به سبک معمول جنوب ایران ساخته شده‌است که خنکی و مطلوبیت هوای درون شبستان را تأمین می‌کند.
بنای اولیه مسجد را به عمر بن عبدالعزیز نسبت می‌دهند. این مسجد در سال ۱۲۷۳ ه‍.ق توسط حیدرخان دشتی تعمیر شده‌است. کتیبه‌ای در درون یکی از اتاق‌های مسجد وجود دارد که تاریخ تعمیر آن را در سال ۸۵۲ هجری نشان می‌دهد و گمان می‌رود از بناهای قرون اولیه اسلامی باشد.
در گورستون پیرامون مسجد بر روی قبور اسلامی سنگهای آهکی که با خط کوفی و عربی قدیم و جدید می‌باشد که دارای ارزش تاریخی است. با توجه به بقایای خورده شده و تکه سنگهای باقی مانده قدمت این قبرستان را می‌توان حدود سده چهارم و پنجم هجری، قمری دانست.